# Host (računalne mreže)
Host je bilo koji uređaj povezan u računalnu mrežu (najčešće Internet) a koji može korištenjem standardnih protokola ostvariti komunikaciju s drugim sličnim uređajima (hostovima). Host je izraz iz engleskog jezika koji ima brojna značenja, ali u kontekstu uređaja spojenog na računalnu mrežu još nema odgovarajući prijevod, pa se koristi izvorni oblik izraza.
Host je u tom kontekstu najčešće konkretno osobno računalo, ali može biti i poslužitelj, usmjerivač, odnosno bilo koji uređaj koji ima mogućnost komunikacije. U kontekstu internet protokola (IP), host može biti bilo koji uređaj koji ima dodijeljenu IP adresu.